# Девіс-Сіті (Айова)
Девіс-Сіті (англ. Davis City) — місто (англ. city) в США, в окрузі Декатур штату Айова. Населення — 179 осіб (2020).

## Географія
Девіс-Сіті розташований за координатами 40°38′25″ пн. ш. 93°48′45″ зх. д. / 40.64028° пн. ш. 93.81250° зх. д. (40.640152, -93.812602).  За даними Бюро перепису населення США в 2010 році місто мало площу 1,53 км², уся площа — суходіл.

## Демографія
Згідно з переписом 2010 року, у місті мешкали 204 особи в 94 домогосподарствах у складі 53 родин. Густота населення становила 134 особи/км².  Було 121 помешкання (79/км²).
Расовий склад населення:
| - 98,0 % — білих - 0,5 % — корінних американців |

До двох чи більше рас належало 1,5 %. Частка іспаномовних становила 1,0 % від усіх жителів.
За віковим діапазоном населення розподілялося таким чином: 18,1 % — особи молодші 18 років, 52,5 % — особи у віці 18—64 років, 29,4 % — особи у віці 65 років та старші. Медіана віку мешканця становила 52,0 року. На 100 осіб жіночої статі у місті припадало 94,3 чоловіків;  на 100 жінок у віці від 18 років та старших — 94,2 чоловіків також старших 18 років.
Середній дохід на одне домашнє господарство  становив 34 378 доларів США (медіана — 26 875), а середній дохід на одну сім'ю — 39 435 доларів (медіана — 31 250). За межею бідності перебувало 31,7 % осіб, у тому числі 61,7 % дітей у віці до 18 років та 6,3 % осіб у віці 65 років та старших.
Цивільне працевлаштоване населення становило 88 осіб. Основні галузі зайнятості: освіта, охорона здоров'я та соціальна допомога — 26,1 %, виробництво — 19,3 %, роздрібна торгівля — 13,6 %, будівництво — 12,5 %.